# Interior Plains

Auf der Karte von Nordamerika sind die Interior Plains rot markiert.

Die Interior Plains sind eine große physiogeographische Region des Urkontinents Laurentia im heutigen Nordamerika. Sie entstanden als Kratone vor 1,8 bis 1,9 Milliarden Jahren in der Trans-Hudson-Orogenese während des Paläoproterozoikums kollidierten. Dabei bilden Metamorphe und Magmatische Gesteine den Grund. Außer den Black Hills in South Dakota ist die Gegend relativ flach. Früher war diese Region vom Western Interior Seaway bedeckt, in den sich Sedimente aus den Rocky Mountains Millionen Jahre lang absetzten. Sie wurden durch die darüberliegenden Schichten zu Sedimentgestein gepresst. Davon bildeten sich einige zu Korallenriffen, die den Meeresboden im Paläozoikum prägten.

## Geologie
Die Interior Plains haben als große physiographische Region acht verschiedene Provinzen:
- Central Lowland
- Great Plains
- Interior Low Plateaus
- Mackenzie Delta
- Manitoba Lowlands
- Northern Boreal Plains
- Prairie Grasslands
- Southern Boreal Plains & Plateaus

### Paläo-, Meso- und Känozoikum
Von der Orogenese im Paläo- und Mesozoikum blieb die Region unberührt. Außer im Jura, als es die Sundance Sea gab und in der Kreide, als es den Western Interior Seaway gab, lag die Region über dem Meeresspiegel. 
Im Känozoikum lagerten sich Sedimente von der Erosion der Rocky Mountains sowie der Appalachen, der Ouachita Mountains und des Ozark Plateaus ab. Das ist Grund für dafür, dass die Gegend relativ flach ist.